# MRPS12
MRPS12‏ (Mitochondrial ribosomal protein S12) هوَ بروتين يُشَفر بواسطة جين MRPS12 في الإنسان.